# Опря, Лаура
Лаура Опря (рум. Laura Oprea; род. 19 февраля 1994, Nisiporești, Нямц) — румынская гребчиха, выступающая за сборную Румынии по академической гребле с 2010 года. Бронзовая призёрка летних Олимпийских игр в Рио-де-Жанейро, чемпионка мира, двукратная чемпионка Европы, победительница и призёрка многих регат национального значения.

## Биография
Лаура Опря родилась 19 февраля 1994 года в поселении Нисипорешти, жудец Нямц, Румыния. Заниматься академической греблей начала в возрасте 12 лет во время учёбы в школе, проходила подготовку в Бухаресте в столичном гребном клубе «Стяуа».
Впервые заявила о себе в гребле на международной арене в 2010 году, выиграв серебряную медаль в парных одиночках на чемпионате мира среди юниоров в Рачице. Год спустя стала бронзовой призёркой в парных четвёрках на юниорском мировом первенстве в Итоне. Ещё через год на аналогичных соревнованиях в Пловдиве получила бронзу в одиночках.
В 2013 году в парных двойках одержала победу на молодёжном чемпионате мира в Линце. Попав в основной состав румынской национальной сборной, выступила в парных четвёрках на взрослом чемпионате Европы в Севилье, однако была здесь далека от призовых позиций.
На европейском первенстве 2014 года в Белграде выиграла серебряную медаль в зачёте распашных безрульных двоек, в то время как на европейском первенстве в Амстердаме оказалась четвёртой в безрульных двойках и рулевых восьмёрках.
В 2015 году побывала на чемпионате Европы в Познани, откуда привезла награду бронзового достоинства, выигранную в безрульных двойках. В той же дисциплине на чемпионате мира в Эгбелете сумела квалифицироваться лишь в утешительный финал B и расположилась в итоговом протоколе соревнований на седьмой строке.
Выиграв бронзовую медаль на европейском первенстве 2016 года в Бранденбурге и победив на европейской финальной олимпийской квалификационной регате в Люцерне, удостоилась права защищать честь страны на летних Олимпийских играх 2016 года в Рио-де-Жанейро. В составе экипажа, куда также вошли гребчихи Роксана Коджану, Йоана Струнгару, Юлиана Попа, Михаэла Петрилэ, Мэдэлина Береш, Аделина Богуш, Андреа Богьян и рулевая Даниэла Друнча, в решающем финальном заезде восьмёрок пришла к финишу третьей позади команд из Соединённых Штатов и Великобритании — тем самым завоевала бронзовую олимпийскую медаль. При этом в безрульных двойках вместе с напарницей Мэдэлиной Береш заняла итоговое девятое место.
После Олимпиады Опря осталась в составе гребной команды Румынии и продолжила принимать участие в крупнейших международных регатах. Так, в 2017 году она одержала победу на этапе Кубка мира в Люцерне, дважды на чемпионате Европы в Рачице и на чемпионате мира в Сарасоте.